# المشيرط الأعلى (المضاربة والعارة)

تعديل مصدري - تعديل

المشيرط الأعلى هي إحدى قرى عزلة المضاربة بمديرية المضاربة والعارة التابعة لمحافظة لحج في اليمن، بلغ تعداد سكانها 110 نسمة حسب تعداد اليمن لعام 2004.